# Charlotte von Schiller

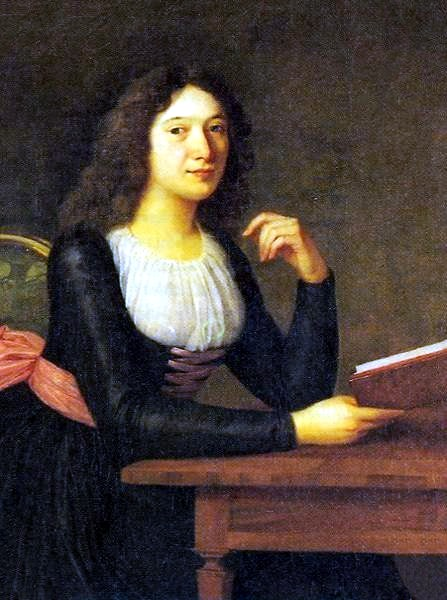
Charlotte von Lengefeld nach Ludovike Simanowiz

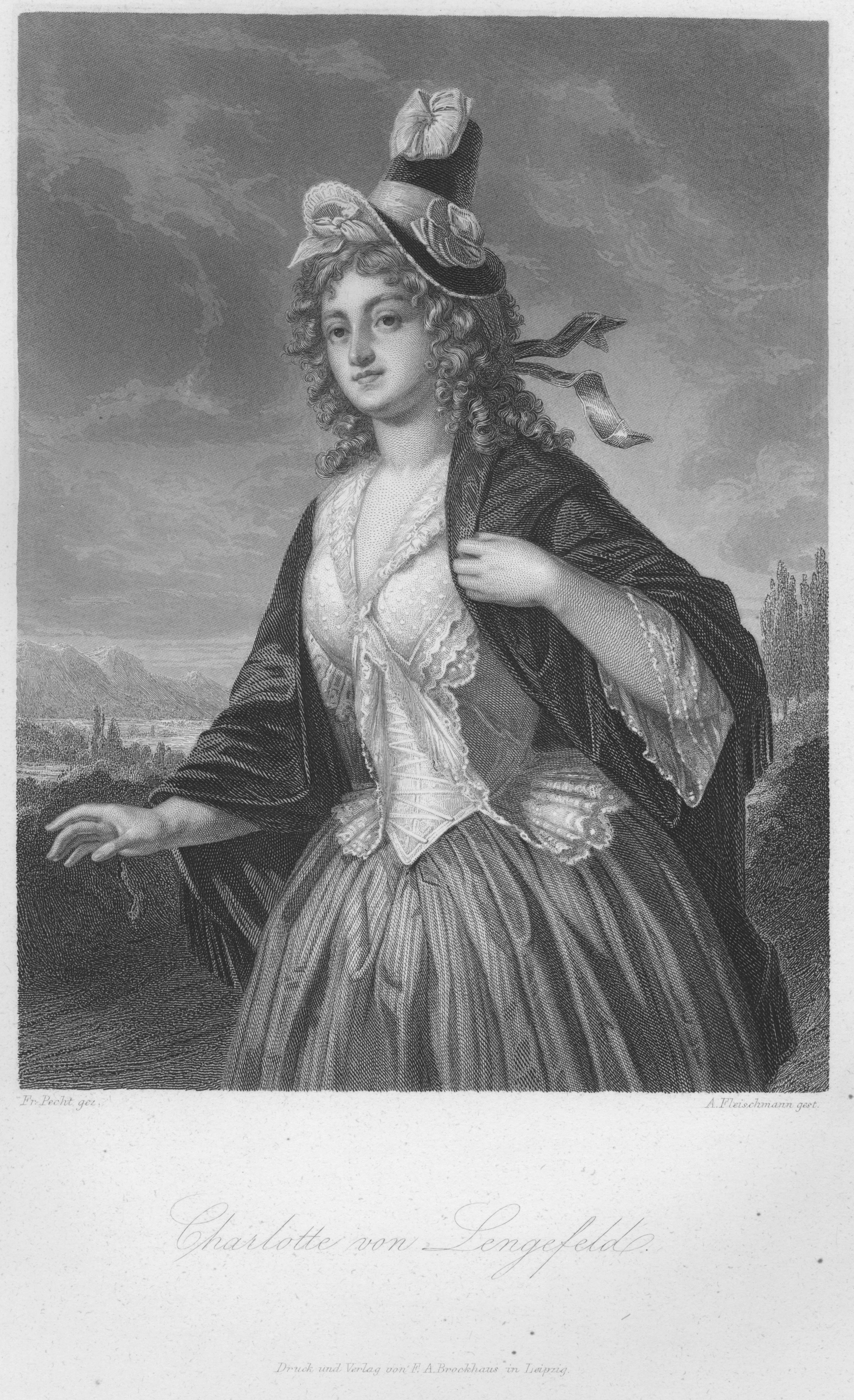
Charlotte von Lengefeld, Schiller-Galerie;
Stahlstich von Fleischmann nach Pecht, um 1859

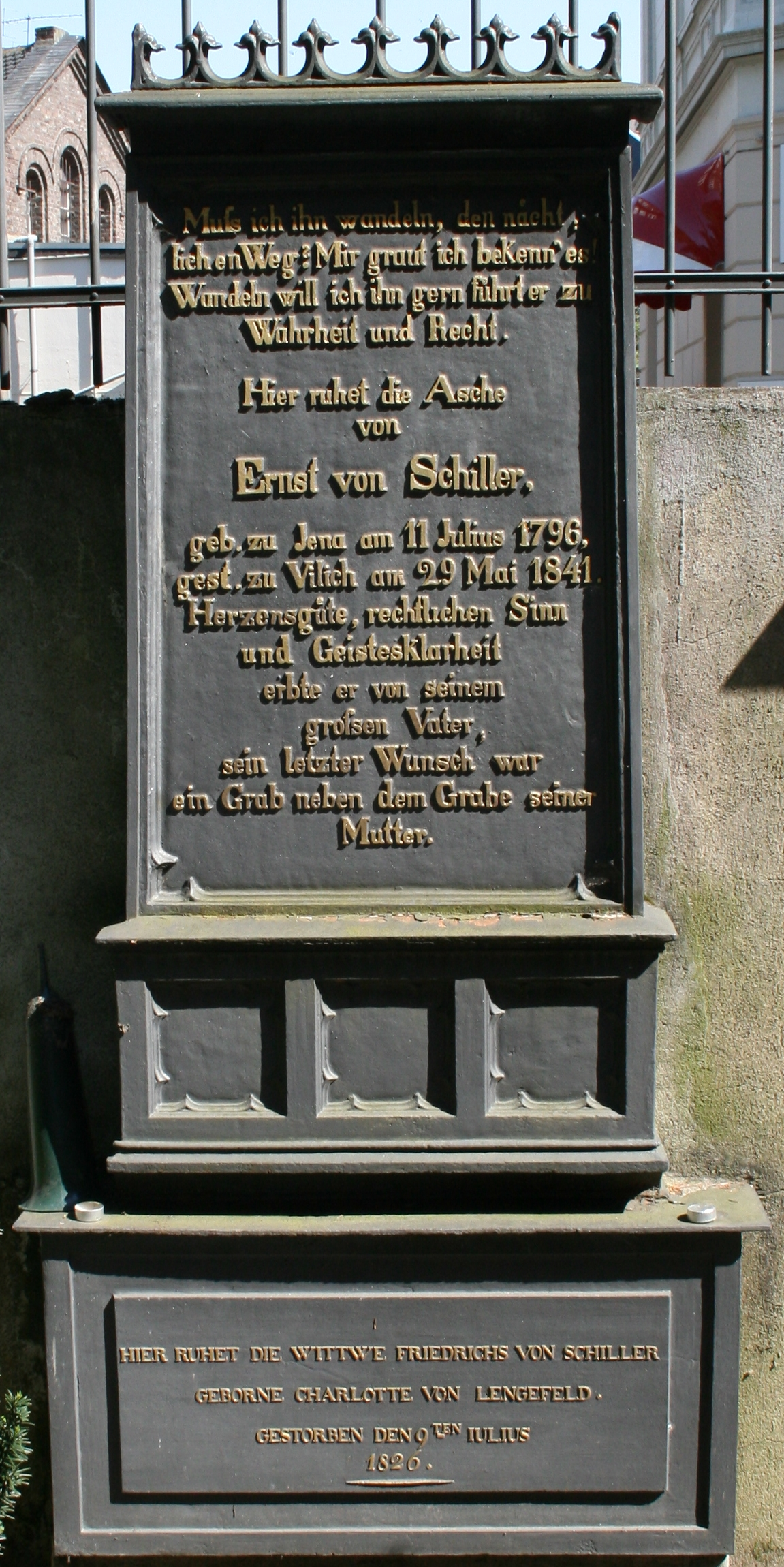
Grabstein Charlotte von Schillers auf dem alten Friedhof in Bonn

Charlotte Luise Antoinette von Schiller, geborene von Lengefeld (* 22. November 1766 in Rudolstadt; † 9. Juli 1826 in Bonn) war die Ehefrau des Dichters und Philosophen Friedrich von Schiller.

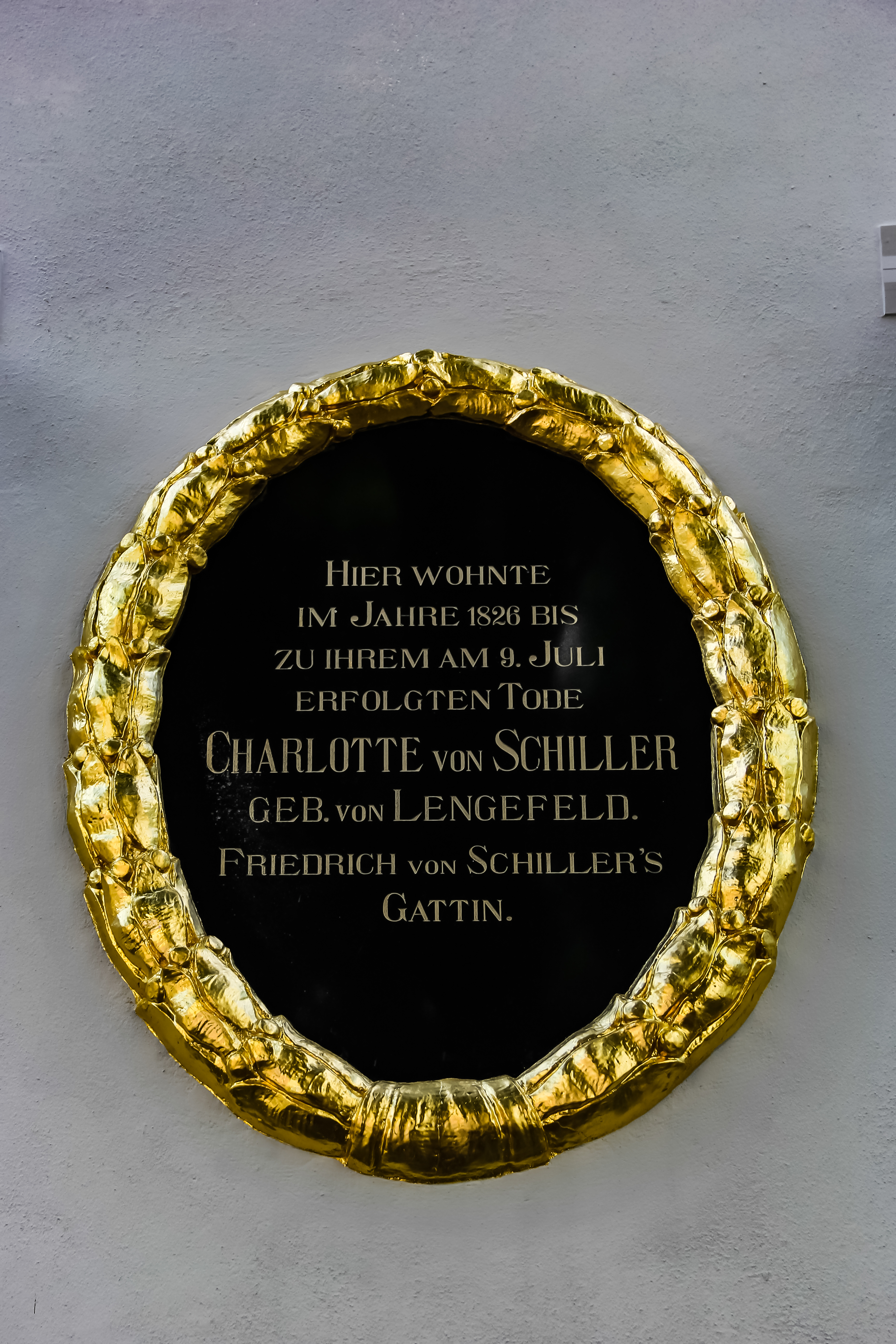
Wohnhaus von Charlotte von Lengefeld

## Leben
Ihre Kindheit verbrachte sie in Rudolstadt, wo sie gemeinsam mit ihrer älteren Schwester aufwuchs, der späteren Schriftstellerin Caroline von Wolzogen (1763–1847). Ihr Vater, der Oberlandjägermeister Carl Christoph von Lengefeld (1715–1775), starb früh und hinterließ die in wirtschaftlichen Dingen  unerfahrene Witwe Louise von Lengefeld, geb. von Wurmb (1743–1823). Schnell waren alle Rücklagen verbraucht und die Familie geriet in einen materiellen Engpass. So willigte die Witwe ein, als 1779 der wohlhabende Friedrich Wilhelm Ludwig von Beulwitz um die Hand ihrer ältesten Tochter Caroline anhielt.
Als 1787 der mittellose Schiller nach Rudolstadt kam, verliebten sich beide Schwestern in ihn. Schiller erwiderte die Zuneigung. Da sowohl Charlotte als auch Caroline für ihn gleichermaßen anziehend waren und er sich für keine der beiden entscheiden konnte, dachte er über eine Dreierbeziehung nach. Doch weder Charlotte noch ihre Mutter, die ohnehin gegen den verarmten Dichter eingenommen war, konnten sich für diese Idee erwärmen. Im Sommer 1789 kurten die beiden Schwestern im damals kursächsischen Luxus- und Modebad Lauchstädt bei Halle (Saale). Das damalige Wohnhaus der Schwestern Armenhausgasse 5 (heute Schillerstraße 5) ist erhalten. Nach einem kurzen Besuch Schillers in Bad Lauchstädt erreichte Charlotte hier der in Leipzig geschriebene „Verlobungsbrief“. Ende 1789, kurz vor der Hochzeit mit Charlotte (1790), schrieb Schiller seiner Verlobten allerdings: „Caroline hat mehr Empfindungen in mir zur Sprache gebracht als du, meine Lotte […]. Was Caroline vor dir voraus hat, musst du von mir empfangen: Deine Seele muss sich in meiner Liebe entfalten, und mein Geschöpf musst du sein.“
Am 22. Februar 1790 heiratete Schiller, der finanziell inzwischen etwas besser dastand, Charlotte von Lengefeld in der kleinen Kirche in Wenigenjena (heute nach ihm benannt). Bald nach der Hochzeit konnte er schreiben: „Was für ein schönes Leben führe ich jetzt […]. Die Existenz Charlottes, dieses holden lieben Wesens um mich her, dessen ganze Glückseligkeit sich in die meinige verliert, verbreitet ein sanftes Licht über mein Dasein.“
Aus der Ehe gingen vier Kinder hervor:
- Karl Ludwig Friedrich Schiller (1793–1857), später Freiherr
- Ernst Friedrich Wilhelm Schiller (1796–1841)
- Caroline Luise Friederike Schiller (1799–1850), verh. Junot (bestattet auf dem Würzburger Hauptfriedhof)
- Emilie Henriette Luise Schiller, verh. von Gleichen-Rußwurm (1804–1872)

Die Verbindung zu Caroline von Wolzogen dagegen, die mit ihrem  Roman Agnes von Lilien (1797) und ihrer Biographie Schillers Leben (1830) noch zu literarischem Ruhm kam, verlor zunehmend an Bedeutung.
Im Februar 1805 erkrankte Schiller schwer; im Mai starb er. Charlotte erzog die vier Kinder, die beim Tod ihres Vaters zwölf, neun, sechs und ein Jahr alt waren.
1821 besuchte sie in Köln ihren Sohn Ernst, der inzwischen hier verheiratet war. 1825 besuchte sie ihren ältesten Sohn Karl in Reichenberg bei Backnang, der gerade heiratete. Im Herbst desselben Jahres zog sie zu Ernst nach Bonn. Hier unterzog sie sich einer Operation gegen den grauen Star, die sie gut überstand. Am 9. Juli 1826 erlitt sie einen tödlichen Schlaganfall; zwei Tage später wurde sie auf dem Alten Friedhof in Bonn bestattet.

## Rezeption
Aus der Weimarer Klassik ist Charlotte von Schiller nicht wegzudenken: Ihre Geltung als kluge und umsichtige Partnerin ihres berühmten Mannes kann kaum hoch genug eingeschätzt werden. Weithin vergessen ist die in ihren Briefen und Tagebüchern belegte Bedeutung, die sie auch für Goethe und dessen Freund Karl Ludwig von Knebel hatte. Zu Unrecht ist Charlotte von Schiller von der literarischen Nachwelt gelegentlich als unscheinbar, langweilig oder sogar geistlos eingeschätzt worden. Möglicherweise ist dieser Eindruck durch die Briefe Charlotte von Steins entstanden. Die scharfsinnige und bisweilen bissige Gefährtin Goethes hat ihr Patenkind Charlotte, mit dem sie engen Kontakt pflegte, gelegentlich als etwas einfältig beschrieben.
Wie intelligent Charlotte wirklich war, veranschaulichen ihre Tagebücher sowie ihre „umfangreiche Exzerptsammlung“, die im Weimarer Archiv lagert. Darin vertritt sie nicht nur Anschauungen, die von großer Unkonventionalität und intellektueller Eigenständigkeit zeugen, sondern sie zeigt dort auch, mit welchem Engagement sie sämtliche namhaften Neuerscheinungen ihrer Zeit studierte. Dazu gehörten neben denen der Philosophie und Literatur auch die der „naturwissenschaftlichen Gebiete“, die sie mit großem Interesse verfolgte und mit außergewöhnlicher Sachkenntnis beurteilte, was Schiller und der alte Goethe ganz besonders zu schätzen wussten.
In Bad Lauchstädt erinnert heute das Literatur- und Theatermuseum „Neues Schillerhaus“ an den Aufenthalt der Schwestern Lengefeld, ihre Begegnung mit Schiller und an Schillers Besuch des Lauchstädter Theaters im August 1803.

## Werke
- Charlotte Schiller: Literarische Schriften. Hrsg. v. Gaby Pailer, Andrea-Dahlmann-Resing u. Melanie Kage. Darmstadt 2016, ISBN 978-3-534-23912-2.

## Briefe
- Heinrich Düntzer (Hrsg.): Briefe von Schillers Gattin an einen vertrauten Freund. Leipzig 1856.
- Ludwig Urlichs (Hrsg.): Charlotte von Schiller und ihre Freunde. 3 Bde. Stuttgart 1860–1865.

## Hörfunk / Theater
- Du bist mein, wo du auch mein bist. Hörspiel und Schauspiel von Jiří Ort. Produziert vom Norddeutschen Rundfunk im Jahr 2005 mit Monica Bleibtreu und Andreas Fröhlich als Charlotte und Friedrich von Schiller sowie Marlen Diekhoff als Caroline von Wolzogen.

## Filmografie
- Die geliebten Schwestern (2014) von Dominik Graf, 139 Minuten, Bundesrepublik Deutschland.